# Berto Ferrari
Bartolomeo Ferrari, detto Berto (Bogliasco, 9 settembre 1887 – Genova, 1º febbraio 1965), è stato un pittore italiano noto per le sue marine e i paesaggi.

## Biografia
Nacque da Andrea, impresario edile, e da Caterina Mezzano, dei quale rimase orfano nel 1904. Era il primo di otto fratelli.
Ha iniziato a dipingere da giovane, usando materiali semplici come ciottoli e mattoni trovati sulla spiaggia. Si è iscritto all’Accademia ligustica di belle arti nel 1908, dove ha studiato con maestri come Tullio Quinzio e Luigi Girosi. Ha seguito una formazione artistica rigorosa e accademica, che gli ha permesso di sviluppare uno stile personale e post-impressionista.
Ferrari, negli anni, partecipò a diverse esposizioni importanti che contribuirono al riconoscimento del suo lavoro. Espose alla Società Promotrice di Belle Arti di Genova, alle "Promotrici" di Torino e alla "Permanente di Milano". Nel 1925, espose le sue opere al "Salon des Beaux Art" di Torino e a "Palazzo Rosso" di Genova, ottenendo apprezzamento per la sua tecnica e varietà di soggetti. Tra le numerose mostre personali si ricordano quelle alle "Gallerie Vitelli" e "Rotta". Nel 1961 prese parte alla Mostra Nazionale d'Arti Figurative di Torino, a Palazzo Chiablese.

## Opere
- Uva e pesche moscatelle, natura morta (1928) - Galleria d'Arte Moderna di Genova
- Oasi di pace: San Fruttuoso (1930), collezione privata
- Nevicata a Sturla (1932) - Galleria d'Arte Moderna di Genova
- Vecchio veliero (1957)